# HD 82943
HD 82943 は地球から見てうみへび座の方角に約90光年離れた位置にある薄黄色の主系列星である。質量や半径は太陽よりやや大きい。少なくとも2個の太陽系外惑星が周囲を公転していることが知られている。

## 特徴
| 太陽 | HD 82943  |
| ---- | --------- |
| 太陽 | Exoplanet |

質量と半径が共に太陽よりやや大きいF型主系列星であり、有効温度も太陽よりわずかに高く、光度は太陽の1.5倍余りに達している。含まれている水素に対して鉄がどれほど含まれているかを示した金属量 [Fe/H] は 0.265 であり、これは太陽の約1.8倍に相当し、ヘリウムよりも原子番号が大きい重元素を多く含んでいることを示している。スペクトル分類は F9VFe+0.5 型で、光度階級に添えられている Fe+0.5 は、スペクトル内に鉄の強い吸収線がみられることを意味している。
2001年に、HD 82943 にはリチウムの同位体であるリチウム6が多く含まれていることが判明したと発表された。最も安定した同位体であるリチウム7に対するリチウム6の同位体比は通常では 0.05 未満であることが多いが、HD 82943 では 0.12 と求められた。リチウム6は核融合反応で用いられる水素やヘリウムよりも低い温度で崩壊してしまうため、太陽のような恒星では形成後すぐに消滅すると考えられている。そのため、HD 82943 のリチウム6の含有量から推定して木星質量の2倍の巨大ガス惑星もしくは地球質量の3倍の地球型惑星が最近になって HD 82943 に飲み込まれて崩壊したことが示唆されている。理論モデルによると、HD 82943 内部の対流層の底部は少なくとも、飲み込んだ惑星から吸収されたリチウム6の大半が失われるほどの高温の状態にはなっていないことが予測されている。

## 惑星系
2000年、フランスの天文学者であるミシェル・マイヨールらの研究チームによるラ・シヤ天文台のCORALIE分光器を用いたドップラー分光法での HD 82943 の視線速度観測から、HD 82943 の周囲を約440日の公転周期で公転する木星より大質量の惑星候補 HD 82943 b が発見されたと発表された。この約1年後には同じくドップラー分光法により、HD 82943 b の内側を約220日の公転周期で公転している2番目の惑星 HD 82943 c が存在していることが示された。両者の惑星は公転周期の比がほぼ1：2となっており、軌道共鳴の関係にある。2003年にプレプリントとして公表され、翌年にアストロノミー・アンド・アストロフィジックスで掲載された研究において2つの惑星は正式に存在が確認された。
2005年には、HD 82943 の周辺で赤外超過が観測されたことから、周囲に塵円盤が存在することが判明した。円盤の内縁は HD 82943 から 67 au 離れているが、外縁までの距離については制限をかけることが出来ず不確かな状態となっている。地球から観測した際の塵円盤の軌道傾斜角は 27 ± 4 度と推定されており、仮に2つの惑星の軌道傾斜角を塵円盤と同様の27度と仮定すると、質量は共に木星の3.5倍を超えることになる。
2014年に公表された研究では、長周期の恒星活動あるいは1,000日余りの公転周期を持つ3番目の惑星 (HD 82943 d) によるものとみられる HD 82943 の視線速度の変動が更なるドップラー分光法での観測から検出されたと報告された。仮にこの変動が惑星によるものである場合、3つの惑星の公転周期の比がほぼ1：2：5となるため、この惑星も軌道共鳴の状態にある可能性がある。
| 名称 （恒星に近い順） | 質量                   | 軌道長半径 （天文単位） | 公転周期 (日)        | 軌道離心率         | 軌道傾斜角 | 半径 |
| --------------------- | ---------------------- | ----------------------- | -------------------- | ------------------ | ---------- | ---- |
| c                     | ≥1.652+0.085 −0.077 MJ | 0.747 ± 0.011           | 219.929+0.056 −0.059 | 0.421+0.014 −0.015 | —          | —    |
| b                     | ≥1.539+0.053 −0.052 MJ | 1.189+0.017 −0.018      | 441.93+0.43 −0.45    | 0.142+0.042 −0.046 | —          | —    |
| d (未確認)            | ≥0.290 ± 0.031 MJ      | 2.145 ± 0.017           | 1078 ± 13            | 0                  | —          | —    |
| 塵円盤                | 67—? au                | 67—? au                 | 67—? au              | 67—? au            | 27 ± 4°    | —    |